# 개미고개
개미고개는 세종특별자치시 전의면과 전동면 사이에 있는 고개로, 현재 운주산로라는 이름을 가진 구 1번국도(현재는 지방도 제614호선)와 경부선 철도 첫 번째 터널인 성곡터널(속칭 개미굴)이 나란히 지나간다. 한국 전쟁 당시 격전지이기도 하다.